# Зникла безвісти (фільм, 2023)
«Зникла безвісти» (англ. Missing)  — це американський трилер 2023 року, написаний і знятий Віллом Мерріком і Ніком Джонсоном (їхній повнометражний режисерський дебют) за сюжетом Сева Оганяна та Анеш Чаганті, які також продюсували фільм разом з Наталі Касабян. Фільм є сіквелом фільму «Пошук» (2018). У ньому зіграли Сторм Рейд, Хоакім де Алмейда, Кен Леунг, Емі Ландекер, Деніел Хенні та Ніа Лонг. У центрі сюжету — Джун Аллен, підліток, яка намагається знайти свою зниклу матір після того, як вона зникає на канікулах у Колумбії зі своїм новим хлопцем.
У 2019 році було анонсовано сиквел «Пошук», а Меррік і Джонсон, які змонтували перший фільм, підписали свій режисерський дебют у січні 2021 року. Рейд і Лонг приєдналися до акторського складу навесні 2021 року, а зйомки проходили в Лос-Анджелесі з березня по травень того ж року після затримок через пандемію COVID-19. «Зникла безвісти» також є духовним продовженням фільму «Тікай» (2020), знятого режисером Пошуку Чаганті та змонтованим Мерріком і Джонсоном, підтверджуючи долі героїв цього фільму.
Прем'єра фільму «Зникла безвісти» відбулася на кінофестивалі «Санденс» 19 січня 2023 року, а наступного дня вийшов у прокат у Сполучених Штатах компанією Sony Pictures Releasing. Фільм отримав позитивні відгуки критиків і зібрав 48 мільйонів доларів у прокаті.

## Сюжет
На архівному відео юна Джун Аллен зі своїм померлим батьком Джеймсом, який помер від пухлини мозку незабаром після зйомки відео. Через багато років мати Джун Грейс вирушає у тижневу поїздку до Картахени, Колумбія, зі своїм хлопцем Кевіном, залишаючи Джун на піклування подруги Грейс Хізер, адвоката з розлучень, яка висловлює певні ревнощі до стосунків Грейс з Кевіном.
Через тиждень Джун отримує завдання забрати свою матір і Кевіна з міжнародного аеропорту Лос-Анджелеса, але вони так і не прибувають. Коли аташе ФБР у консульстві не може досягти жодних результатів, Джун вирішує провести власне розслідування, використовуючи низку цифрових інструментів, які є в її розпорядженні. Вона також наймає Хав'єра, колумбійського працівника, який за невелику винагороду виконує прохання Джун.
Зламавши обліковий запис Кевіна в Gmail, Джун виявляє низку псевдонімів і судимість за шахрайство та виманювання грошей у багатьох жінок. Вважаючи, що Кевін викрав її матір, Джун змушує Хав'єра шукати підказки щодо їхнього місцеперебування в Колумбії. Вона відстежує минулі переміщення Кевіна до місця в Неваді, де вона розмовляє з Джиммі, чоловіком, який стверджує, що є пастором у християнському реабілітаційному центрі для колишніх ув'язнених. Він розповідає їй, що Кевін був реабілітований і щиро закоханий у Грейс. Зрештою Джун отримує доступ до профілю знайомств своєї матері, де минулі повідомлення показують, що її мати вже знала про минуле Кевіна.
Агент ФБР Елайджа Парк повідомляє Джун, що він отримав відеозапис групи злочинців, які нібито викрадають Кевіна та Грейс у Колумбії. Джун виявляє, що це була сфабрикована подія, оскільки вона виявила, що Кевін найняв акторку-двійника, на ім'я Рейчел Пейдж, щоб імітувати її матір, яку викрали дорогою в аеропорт заздалегідь. У той час, коли ця справа потрапляє в заголовки національних газет, Рейчел зізнається, що не знала про наміри Кевіна, коли супроводжувала його до Колумбії. Пізніше виявилося, що у Грейс також було кілька псевдонімів, що викликало припущення, що вона була причетна до власного зникнення. Клянучись у невинності своєї матері, Джун підозрює Хізер, коли вона виявляє зашифровану лінію зв'язку між нею та Кевіном. Джун проникає в офіс Хізер, але знаходить його пограбованим і з видаленими файлами. Потім вона виявляє труп Хізер у коморі.
Пізніше Джун дивиться кадри поліцейського рейду в Колумбії, зосереджені на Кевіні, якого застрелили, попри те, що він здався. Здавалося б, у глухому куті, Джун збирається здатися, але їй вдається отримати доступ до електронної пошти своєї матері. Вона знаходить електронного листа з погрозами на адресу Грейс, що приводить її до виявлення камер спостереження, які Кевін купив, щоб встановити їх у покинутому будинку, який виявився її старим будинком для відпочинку в Неваді. Саме тоді Джиммі телефонує Джун і повідомляє, що має інформацію про Грейс.
Приїжджає Джиммі та розповідає, що він батько Джун. Він стверджує, що Грейс була емоційно нестабільною і забрала Джун від нього після того, як його заарештували за фальшивими звинуваченнями. Однак, коли він мимоволі розповідає, що сидів у тій самій в'язниці приблизно в той самий час, що й Кевін, Джун розуміє, що саме він усе це підлаштував. Пізніше з'ясовується, що Джеймс був домашнім насильником, який через свою наркотичну залежність наражав на небезпеку їх усіх; Грейс і Хізер сказали Джун, що він помер від раку, щоб захистити її від правди. Джеймс вирішив помститися, залучивши Кевіна, з яким познайомився у в'язниці, щоб той видав себе за майбутнього бойфренда і знайшов Грейс і Джун.
Джеймс викрадає Джун і відводить її в старий будинок, де також утримується Грейс. Вони возз'єднуються до того, як Джеймс застрелив Грейс. Джеймс намагається піти з Джун, але Грейс завдає йому смертельного удару в шию осколком розбитого скла. Джун, усвідомлюючи, що Джеймс ніколи не вимикав її ноутбук, коли він її викрав, використовує камери, щоб наказати Сірі викликати поліцію.
Через кілька місяців Грейс пережила вогнепальне поранення, а Джун навчається в коледжі. Їхня історія була адаптована в кримінальному серіалі «Невигадані злочини», і Грейс подружилася з Хав'єром після того, як Джун познайомила їх. Джун пише смс матері, що любить її, а Грейс відповідає, що теж її любить.

## Акторський склад
- Сторм Рейд у ролі Джун Аллен
- Ава Зарія Лі в ролі молодої Джун
- Жоакім де Альмейда в ролі Хав'єра
- Кен Леунг у ролі Кевіна
- Емі Ландекер в ролі Хізер
- Меган Сурі в ролі Віни
- Тім Гріффін у ролі Джеймса
- Денієл Генні в ролі агента Парка
- Нія Лонг у ролі Грейс Аллен
- Майкл Сеговія — Ангел
- Лорен Б. Мослі в ролі Рейчел
- Трейсі Вілар — детектив Гомес
- Шон О'Брайан як радіоведучий

## Виробництво
У серпні 2019 року було оголошено про розробку окремого сиквелу «Пошук» (2018), причому режисерка оригінального фільму Анеш Чаганті уточнила, що історія не буде «слідувати за тими ж персонажами чи сюжетною лінією, що й оригінал», що робить серіал антологією. У листопаді 2020 року продюсерка Наталі Касабян заявила, що через пандемію COVID-19 виробництво фільму відкладено, і він вийде під назвою «Пошук 2». У січні 2021 року було оголошено, що Вілл Меррік і Нік Джонсон, редактори першого фільму та «Втечі» Шаґанті (2020), напишуть сценарій і знімуть фільм у своєму режисерському дебюті, а Міка Аріель Вотсон напише додатковий літературний матеріал, а продюсер «Прибрати із друзів» і «Пошук» Тимур Бекмамбетов виступить виконавчим продюсером сиквелу разом з Оганяном, Шаґанті та Касаб'ян. У наступні місяці до акторського складу приєдналися Сторм Рід і Ніа Лонг.
Основні зйомки проходили з 30 березня по 30 травня 2021 року в Лос-Анджелесі, штат Каліфорнія. У вересні 2022 року стало відомо, що фільм називатиметься «Зникла безвісти», а його реліз заплановано на 2023 рік. У листопаді 2022 року продюсер і співавтор сценарію Сев Оганян повідомив на Reddit, що дія фільму також відбуватиметься після «Втечі», слугуючи епілогом до подій цього фільму, а також продовженням «Пошук».

## Реліз
Фільм «Зникла безвісти» вийшов у кінотеатральний прокат у Сполучених Штатах 20 січня, його випустила компанія Sony Pictures Releasing під своїм брендом Screen Gems. Спочатку він був запланований на 24 лютого 2023 року.

## Прийом

### Каса
У США та Канаді «Зникла безвісти» зібрала $32,5 млн, на інших територіях — $16,2 млн, а загальні світові збори склали $48,7 млн.
У перший день прокату «Зникла безвісти» зібрала $3,4 млн, з яких $760 000 — від вечірніх показів у четвер. Далі фільм дебютував у вікенд зі зборами $9,2 млн, посівши четверте місце після «Аватар: шлях води», «Кіт у чоботях: останнє бажання» та M3GAN. За другий вікенд фільм заробив 5,7 мільйона доларів, зайнявши шосте місце.

### Відгуки критиків
На сайті-агрегаторі рецензій Rotten Tomatoes 87 % зі 140 відгуків критиків є позитивними, а середня оцінка — 6,8/10. Консенсус на сайті такий: «Зникла безвісти» може напружувати довіру до глядачів, намагаючись тримати їх у напрузі, але швидкий темп і зрозумілі страхи не дають цьому закрученому техно-трилеру остаточно збитися зі свого шляху". Metacritic, який використовує середньозважену оцінку, поставив фільму 66 балів зі 100, спираючись на відгуки 32 критиків, що свідчить про «загалом схвальні рецензії». Глядачі, опитані CinemaScore, поставили фільму середню оцінку «B» за шкалою від A+ до F, а опитані PostTrak — 81 % позитивних оцінок, причому 60 % сказали, що обов'язково порекомендували б його до перегляду.